# 八幡町 (豊川市)
八幡町（やわたちょう）は、愛知県豊川市にある地名。31の小字がある。

## 地理
豊川市の中央部に位置している。

### 河川
- 西古瀬川

### 字一覧
小字は以下の通りである
| - 足洗（あしあらい） - 上宿（うえじゅく） - 大池（おおいけ） - 沖田（おきだ） - 鐘鋳場（かねいば） - 上ノ蔵（かみのくら） - 上六光寺（かみろくこうじ） - 亀ヶ坪（かめがつぼ） - 黒仏（くろぶつ） - 小柳（こやなぎ） - 沢渡（さわたり） - 下天王（しもてんのう） - 下六光寺（しもろくこうじ） - 新堀（しんぼり） - 大宝山（たいほうざん） - 竹下（たけした） - 佃（つくだ） - 寺前（てらまえ） - 天王（てんのう） - 西赤土（にしあかつち） - 西六光寺（にしろくこうじ） - 忍地（にんじ） - 野路（のじ） - 東赤土（ひがしあかつち） - 本郷（ほんごう） - 松田（まつだ） - 宮下（みやした） - 宮前（みやまえ） - 弥五郎（やごろう） - 弥五郎出口（やごろうでぐち） - 横道（よこみち） |

## 世帯数と人口
2019年（平成31年）3月31日現在の世帯数と人口は以下の通りである。
| 町丁   | 世帯数    | 人口    |
| ------ | --------- | ------- |
| 八幡町 | 3,182世帯 | 8,211人 |

### 人口の変遷
国勢調査による人口の推移
| 1995年（平成7年）  | 5,538人 | [ 6 ]  |  |
| 2000年（平成12年） | 5,323人 | [ 7 ]  |  |
| 2005年（平成17年） | 5,648人 | [ 8 ]  |  |
| 2010年（平成22年） | 6,658人 | [ 9 ]  |  |
| 2015年（平成27年） | 7,468人 | [ 10 ] |  |

## 学区
市立小・中学校に通う場合、学区は以下の通りとなる。また、公立高等学校に通う場合の学区は以下の通りとなる。
| 字・番地等 | 小学校             | 中学校             | 高等学校 |
| --- | ------------------ | ------------------ | -------- |
| 鐘鋳場12番地の9 | 豊川市立代田小学校 | 豊川市立代田中学校 | 三河学区 |
| 大宝山1番地の1〜9番地の10、大宝山10番地の2〜６ 10番地の10〜11・13〜17・25〜31 大宝山10番地の25〜31・75〜103・107〜117 大宝山10番地の120・123・125〜130・137〜143 大宝山10番地の149〜153・157・163・171〜172 10番地の183・186・194・207〜208・210 | 豊川市立御油小学校 | 豊川市立西部中学校 | 三河学区 |
| 大宝山（御油小学校区域を除く） 下六光寺、上六光寺、寺前 西六光寺、黒仏、上宿、大池 | 豊川市立国府小学校 | 豊川市立西部中学校 | 三河学区 |
| その他 | 豊川市立八南小学校 | 豊川市立中部中学校 | 三河学区 |

## 歴史
宝飯郡八幡村を前身とする。

### 町名の由来
当地に八幡宮が鎮座していることによる。

### 沿革
- 1889年（明治22年）10月1日 - 町村制施行・合併に伴い、宝飯郡平幡村大字八幡となる[14]。
- 1906年（明治39年）6月25日 - 合併に伴い、八幡村大字八幡となる[14]。
- 1943年（昭和18年）6月1日 - 合併・市制施行に伴い、豊川市大字八幡となる[14]。
- 1944年（昭和19年）9月19日 - 八幡町に改称[14]。

### 史跡
- 三河国分寺跡（国史跡）
- 三河国分尼寺跡（国史跡）

## 交通

### 鉄道
- 名古屋鉄道
TK 豊川線 八幡駅

### 道路
- 愛知県道5号国府馬場線（姫街道）
- 愛知県道31号東三河環状線
- 愛知県道377号豊川片寄線

## 施設

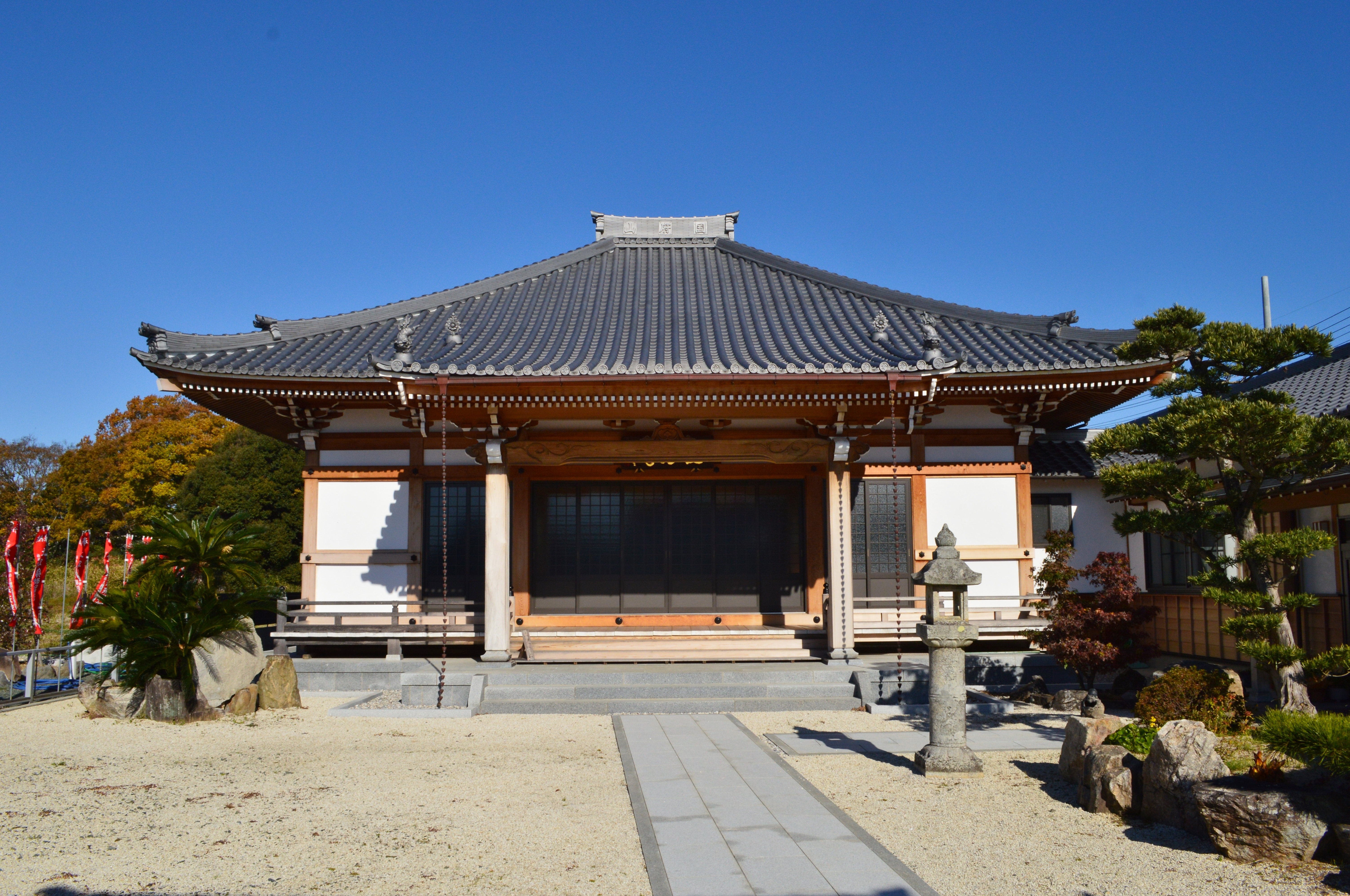
三河国分寺

- 豊川市民病院
- 豊川市武道館
- マックスバリュ豊川八幡店
- JAひまわり八幡支店
- 三河国分寺
- 三河国分尼寺跡史跡公園
- 三河天平の里資料館
- 永昌寺
- 西明寺
- 八幡宮
- 弥五郎第1公園
- 弥五郎第2公園
- 西赤土公園
- 八幡上ノ蔵公園
- くすのき公園(近隣公園)
- 御油東広場
- 船山古墳公園

## その他

### 日本郵便
- 郵便番号 : 442-0857[3]（集配局：豊川郵便局[15]）。